# スカーレット (岩男潤子の曲)
「スカーレット」は、岩男潤子の通算8枚目のシングル。2000年4月19日にポニーキャニオンよりリリース。

## 解説
前作より約6ヵ月振りのリリース。「スカーレット」はテレビアニメ『妖しのセレス』主題歌に起用された。また同アニメのサウンドトラック『妖しのセレス オリジナル・サウンドトラック』、『妖しのセレス オリジナル・サウンドトラック Vol.2』にも収録されている。

## 収録曲
1. スカーレット [4:52]
  - テレビアニメ『妖しのセレス』主題歌
  - 作詞：高橋研、作曲：澤近泰輔、編曲：山本はるきち
2. hurt (single mix) [4:48]
  - 作詞：秋山紗登子、作曲・編曲：山本はるきち
3. グルクン〜赤い魚の燦華 [4:38]
  - 作詞：渡邊惇、作曲：渡辺幹男、編曲：板倉茂隆
4. スカーレット (voice off) [4:52]
5. hurt (voice off) [4:53]